# British Airways Flight 38
British Airways Flight 38 var en British Airways-flygning som den 17 januari 2008 havererade på London Heathrow Airport, London, Storbritannien. Flygplanet, av typen Boeing 777-236ER, på väg från Beijings flygplats till Heathrow, med 136 passagerare ombord, missade landningsbanan och havererade vid landningen. Under landning slutade plötsligt båda motorerna att fungera. Andrepiloten John Coward som hade kontroll vid inträffandet för olyckan lyckades undvika att haverera på motorvägen A30.
13 personer, nio passagerare och fyra besättningsmän skadades, en allvarligt. Detta var den första allvarligare olyckan med ett Boeing 777-plan.
Utredningen visade att anledningen till olyckan var is bildats inuti bränsletankarna och bränslepumparna av vatten som naturligt förekommer i flygbränsle och därmed strypt tillförseln av bränsle till motorerna. Detta orsakades av planets rutt och mycket kalla temperaturer över nordligaste Ryssland. Att problemet uppdagade sig först vid landningen var för att de varmare temperaturerna vid marknivå fick isen att släppa från väggarna i tankarna och istället sugas upp av och fastna i pumparna.